# Caradrina eremocosma
Caradrina eremocosma là một loài bướm đêm trong họ Noctuidae.